# Pomniki we Wrześni

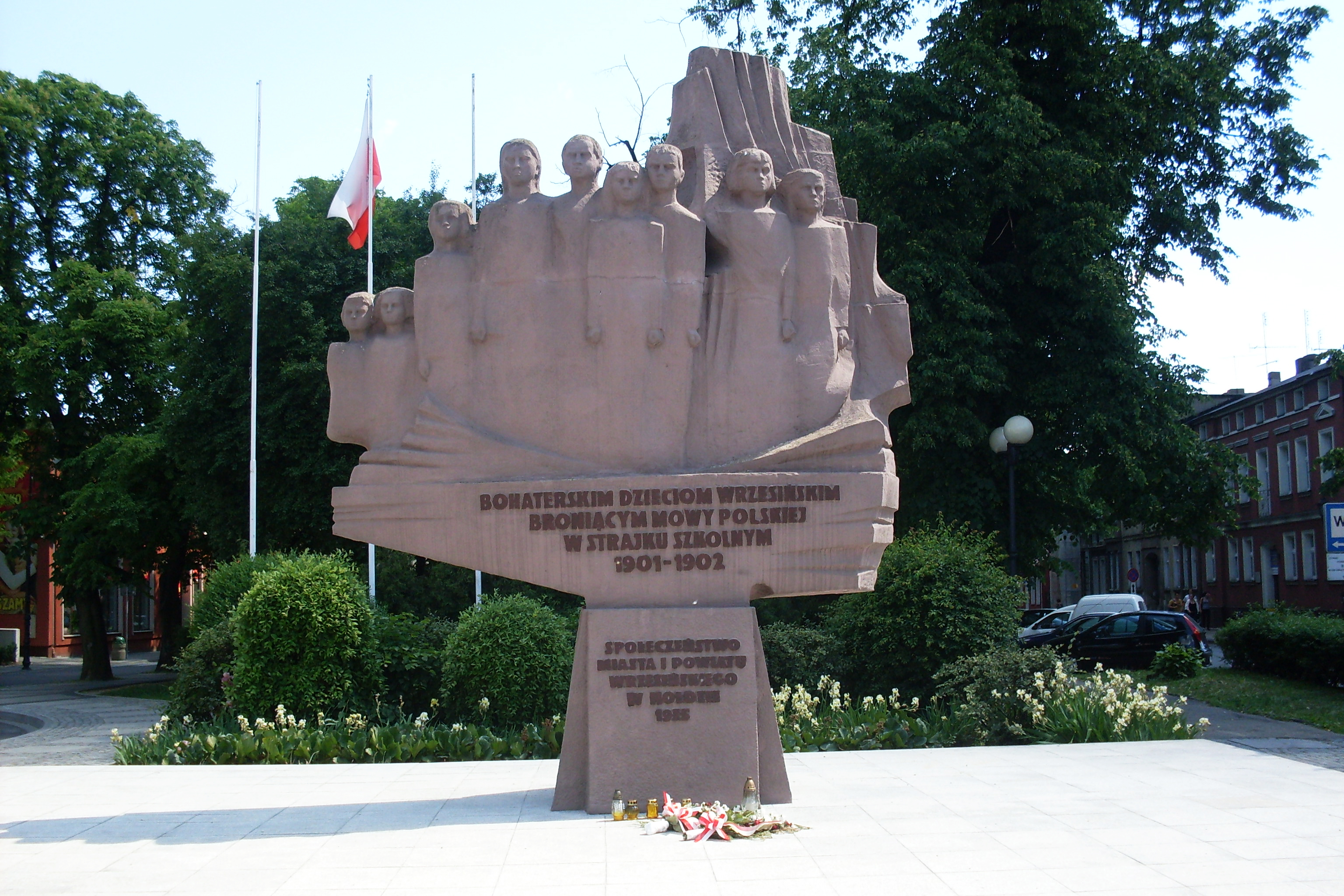
Pomnik Dzieci Wrzesińskich

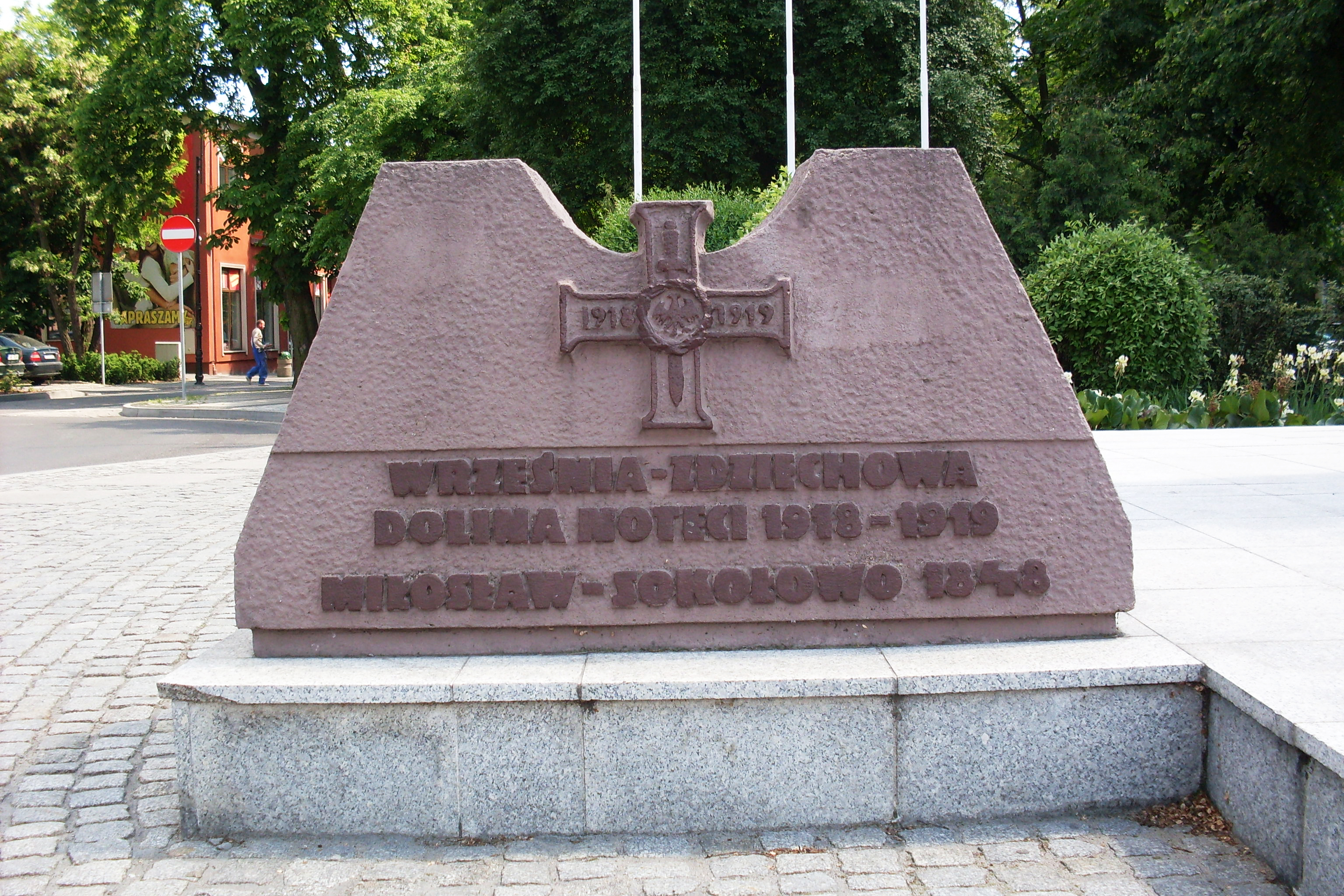
obelisk upamiętniający powstanie wielkopolskie 1918–1919 oraz powstanie wielkopolskie (1848)

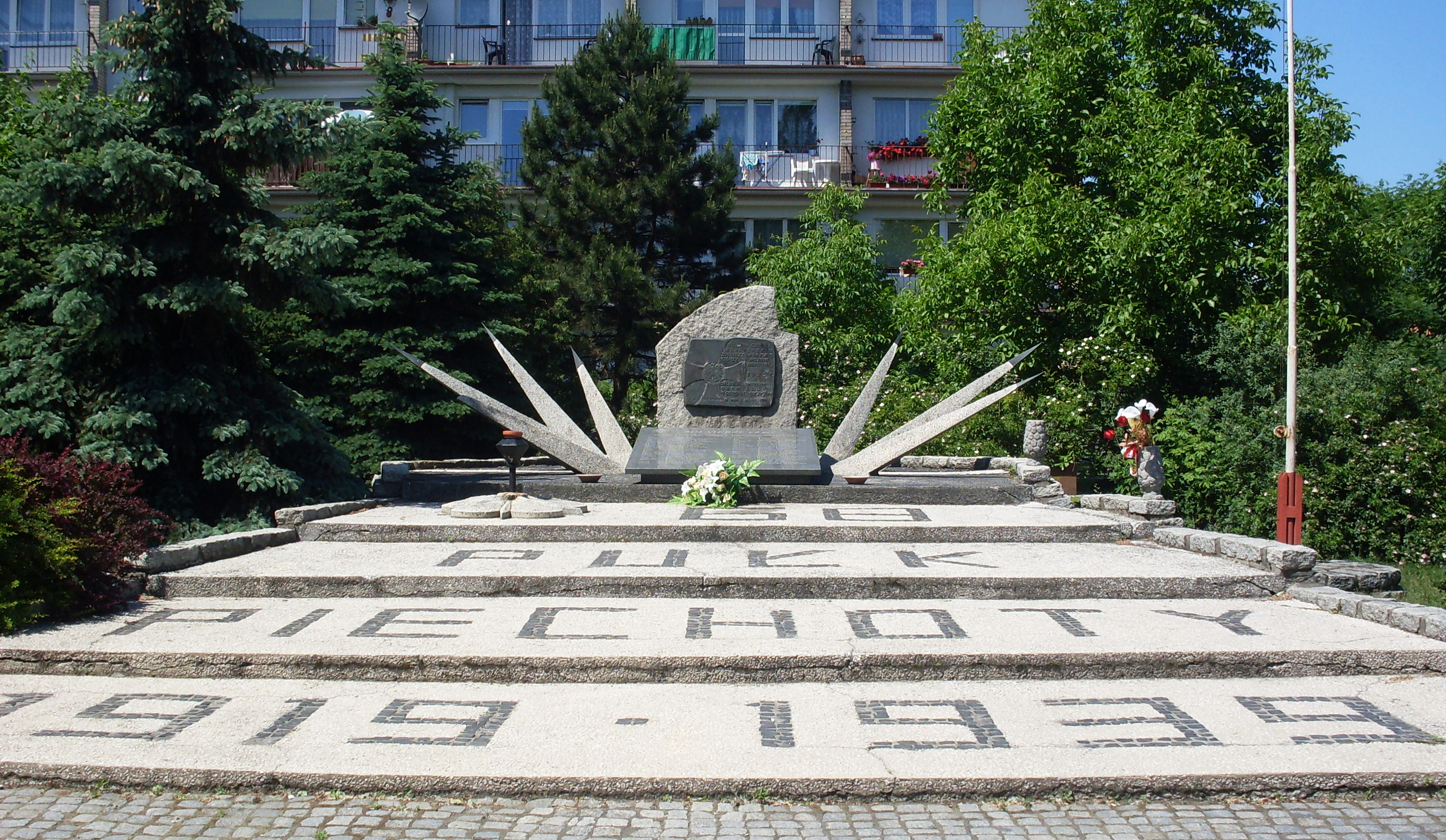
Pomnik 68 Pułku Piechoty

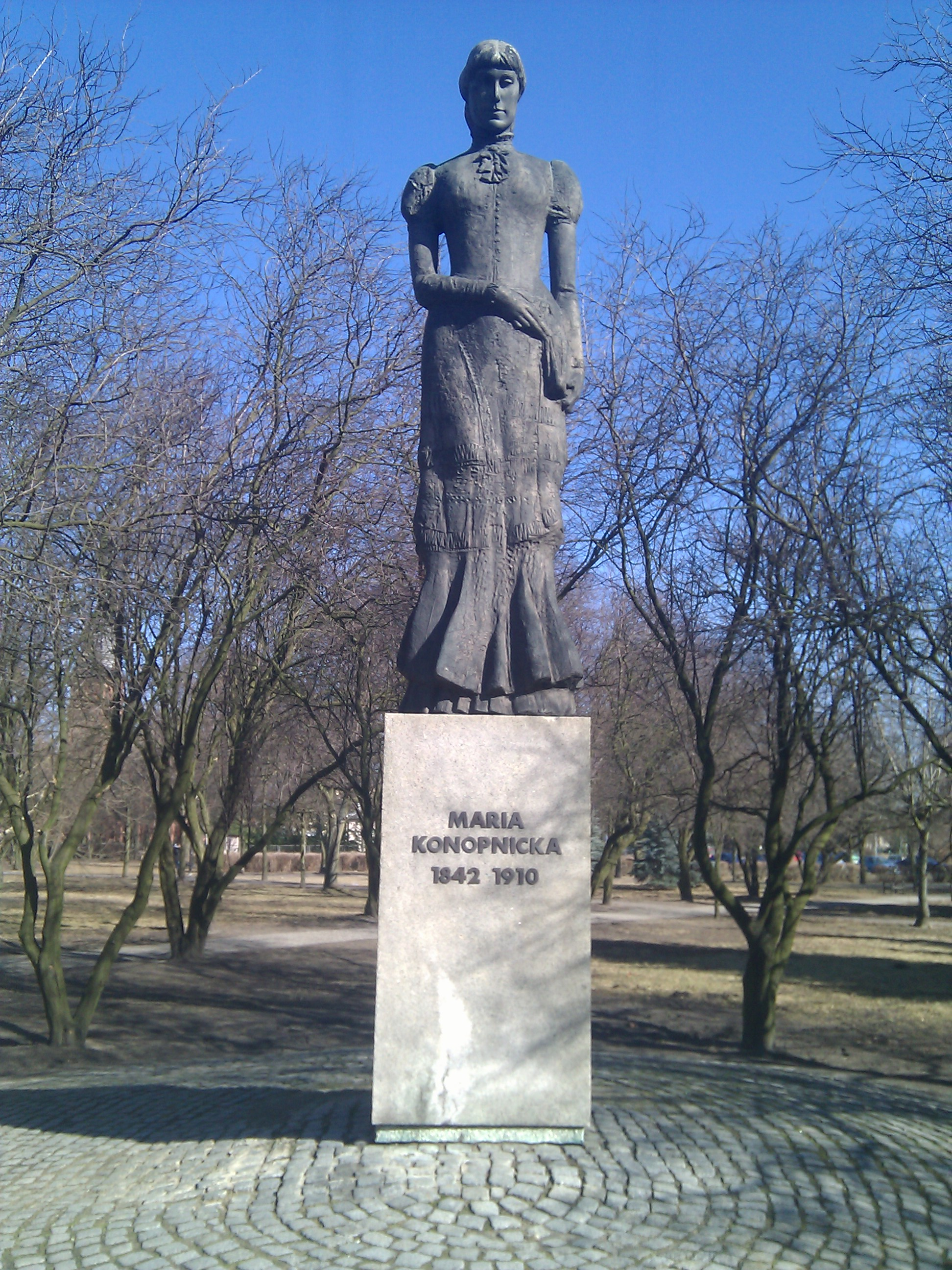
Pomnik Marii Konopnickiej

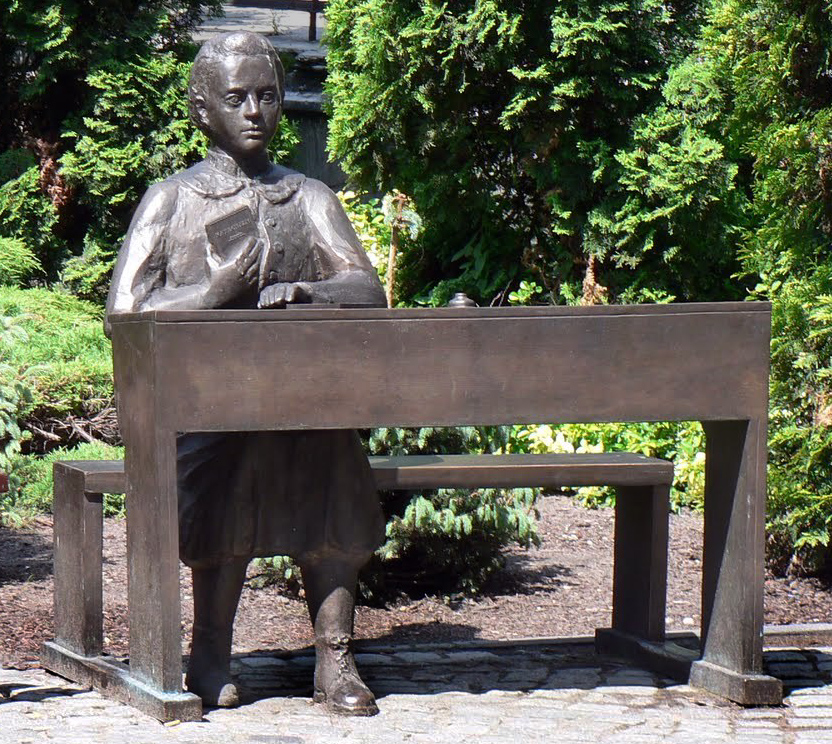
Ławeczka Bronisławy Śmidowiczównej

Pomniki we Wrześni – lista pomników i tablic pamiątkowych we Wrześni.

## Pomniki
- Pomnik 68 Pułku Piechoty (1974)
- Pomnik Dzieci Wrzesińskich (1975)
- obelisk upamiętniający powstanie wielkopolskie 1918–1919 oraz powstanie wielkopolskie (1848) z okresu Wiosny Ludów (przy Pomniku Dzieci Wrzesińskich)
- Pomnik Marii Konopnickiej (1979)
- Pomnik poświęcony patriotom Ziemi Wrzesińskiej mordowanym i katowanym przez funkcjonariuszy Urzędu Bezpieczeństwa i NKWD w latach 1945–1950 (przy ul. Fabrycznej, 1990)
- Pomnik Harcerzy Ziemi Wrzesińskiej (przy ul. Harcerskiej, 1991)
- Pomnik Katyński (1995)
- Pomnik Jana Pawła II (we wnęce kościoła św. Kazimierza Królewicza od ul. Słupskiej, 2006)
- Ławeczka Bronisławy Śmidowiczównej (2008)
- Pomnik Jana Pawła II (przy kościele Wniebowzięcia Najświętszej Maryi Panny i św. Stanisława Biskupa Męczennika, 2009)
- głaz z tablicą poświęconą żołnierzom II Korpusu gen. Władysława Andersa (przed budynkiem Zespołu Szkół Politechnicznych im. Bohaterów Monte Cassino, 2010)
- Pomnik Poraja – drewniana rzeźba założyciela Wrześni Poraja Sławnikowica (przy ul. Daszyńskiego, nad rzeką Wrześnicą)

## Mogiły o charakterze pomnikowym
- Mogiła powstańców poległych 2 maja 1848 w bitwie pod Sokołowem
- Zbiorowe mogiły powstańców wielkopolskich z lat 1918–1919 we Wrześni

## Tablice pamiątkowe
- tablica w miejscu kaźni hitlerowskiej (po prawej stronie od głównego wejścia do budynku PSS Społem przy ul. Sądowej)
- tablica poświęcona księdzu Janowi Laskowskiemu (na budynku Muzeum Regionalnego im. Dzieci Wrzesińskich od strony ul. ks. Jana Laskowskiego, 1981)
- tablica poświęcona Bohaterskim Dzieciom Wrzesińskim (na budynku Muzeum Regionalnego im. Dzieci Wrzesińskich od strony ul. Dzieci Wrzesińskich)
- tablica upamiętniająca poświęcenie kościoła św. Józefa (po prawej stronie od głównego wejścia do kościoła, 1985)
- tablica pamiątkowa na budynku ochronki "Aniołów Stróżów" (przy ul. Szkolnej)
- granitowa tablica pamiątkowa przy głównym wejściu do budynku Samorządowej Szkoły Podstawowa nr 1, upamiętniająca nadanie szkole imienia 68 Wrzesińskiego Pułku Piechoty (1988)
- tablica upamiętniająca poświęcenie placu i wmurowanie kamienia węgielnego pod kościół św. Królowej Jadwigi (po prawej stronie od głównego wejścia do kościoła)
- tablica upamiętniająca obchody 100. rocznicy strajku dzieci wrzesińskich (w kruchcie kościoła Wniebowzięcia Najświętszej Maryi Panny i św. Stanisława Biskupa Męczennika, 2001)
- tablica upamiętniająca obchody 100. rocznicy strajku dzieci wrzesińskich (przy głównym wejściu do budynku Samorządowej Szkoły Podstawowa nr 1 im. 68 Wrzesińskiego Pułku Piechoty, 2001)
- tablica upamiętniająca ufundowanie nowego zegara na wieży kościoła farnego dla uczczenia 100. rocznicy strajku dzieci wrzesińskich (w kruchcie kościoła, 2001)
- tablica pamiątkowa w miejscu dawnej synagogi (na placu między ulicami: Jana Pawła II, Ratuszową i Fabryczną, 2002)
- tablica poświęcona profesorowi Edwardowi Jakubowskiemu, żołnierzowi spod Monte Cassino (na parterze nowego budynku Zespołu Szkół Politechnicznych im. Bohaterów Monte Cassino, 2004)
- tablica poświęcona Louisowi Lewandowskiemu – kompozytorowi i kantorowi muzyki synagogalnej (w chodniku dawnej ul. Żydowskiej)
- tablica w miejscu granicy pomiędzy województwem gnieźnieńskim i województwem kaliskim w latach 1768-1773 (w chodniku ul. Warszawskiej, przy ul. Sienkiewicza)
- tablica w miejscu spalenia na stosie w 1720 czterech kobiet i późniejszej figury maryjnej (na płycie Rynku)
- tablica upamiętniająca 750-lecie pierwszej wzmianki o Wrześni (w chodniku przy ratuszu, 2006)
- tablica poświęcona Mikołajowi Kopernikowi – patronowi Gimnazjum nr 1 (na budynku szkoły przy ul. Kosynierów 32)
- tablica poświęcona Andrzejowi Prądzyńskiemu – patronowi Gimnazjum nr 2 (na budynku szkoły przy ul. Słowackiego 41)
- tablica upamiętniająca budowę kościoła św. Królowej Jadwigi (we wnętrzu kościoła)
- tablica upamiętniająca złożenie hołdu Dzieciom Wrzesińskim w 100. rocznicę strajku przez ówczesnego Marszałka Sejmu Rzeczypospolitej Polskiej Macieja Płażyńskiego (przy Pomniku Dzieci Wrzesińskich, 2011)
- replika płaskorzeźby z pomnika poświęconego żołnierzom II Korpusu Polskiego, wyzwolicielom włoskiego miasta Imola (na parterze nowego budynku Zespołu Szkół Politechnicznych im. Bohaterów Monte Cassino)

## Figury religijne
- kamienny krzyż z 1885 przy kościele Świętego Ducha we Wrześni (od strony ul. Kościuszki)
- grupa pasyjna przy rondzie im. ks. Jerzego Popiełuszki
- figura Świętego Stanisława na placu Św. Stanisława
- figura Matki Boskiej przy skrzyżowaniu ul. Chopina i ul. Moniuszki
- ocembrowane źródełko z figurami Jezusa Chrystusa i Samarytanki ze sztucznego kamienia (przy kościele Świętego Krzyża, 1927)